# Kellenhusen (Ostsee)
Kellenhusen (Ostsee) ist eine Gemeinde im Kreis Ostholstein in Schleswig-Holstein. Bokhorst, Vogelsang und Rittbruch liegen im Gemeindegebiet.

## Geografie und Verkehr

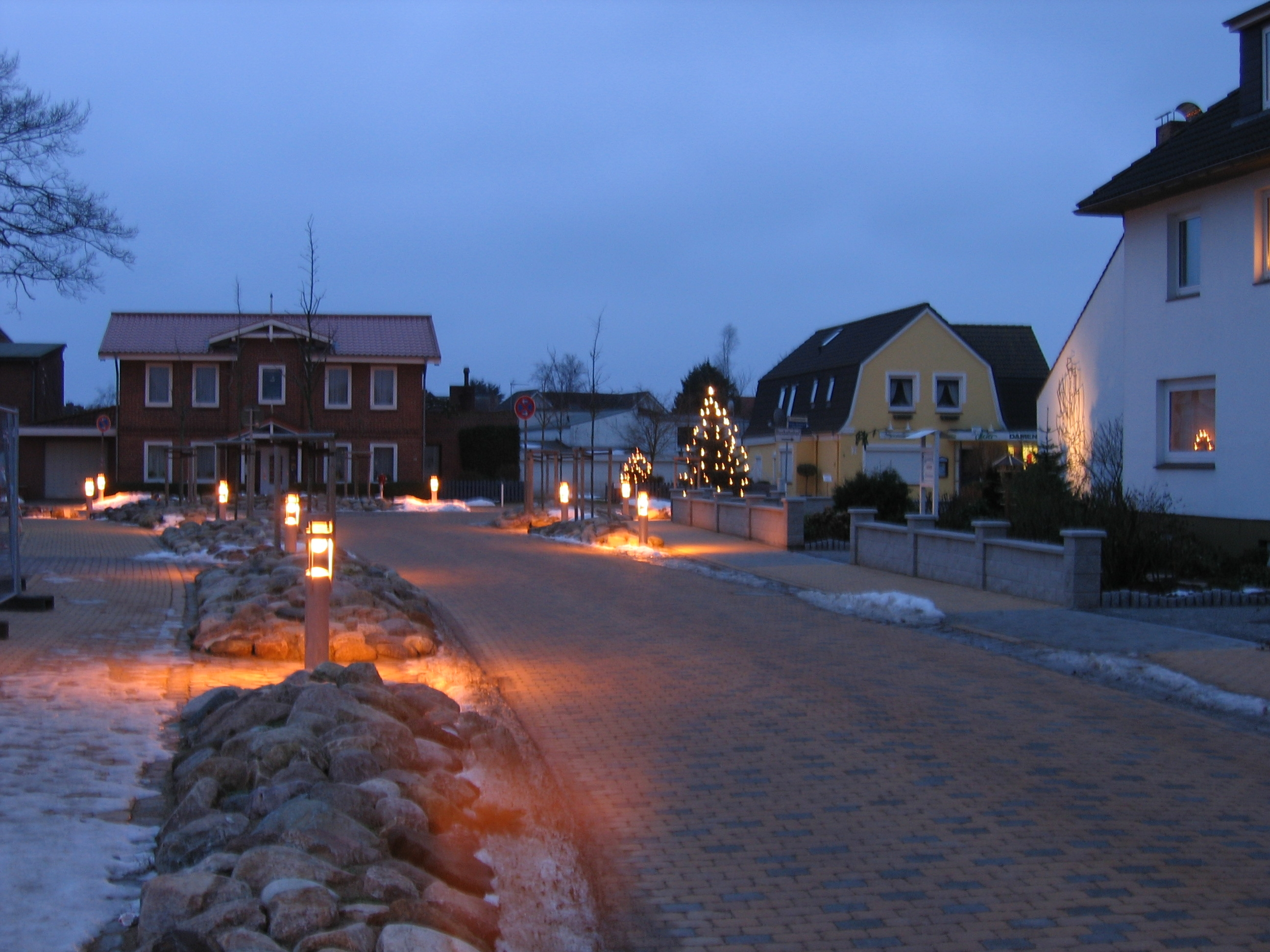
Am Ring, Neugestaltung 2005

Kellenhusen ist ein Ostseeheilbad, das etwa 18 km nordöstlich von Neustadt in Holstein, knapp 16 km (je Luftlinie) südöstlich von Oldenburg in Holstein und rund 4 km südlich des östlichen Endes vom Oldenburger Graben liegt. Der Ort liegt damit in der Landschaft Wagrien zwischen Wald und Ostsee und an der Lübecker Bucht zwischen Grömitz und Dahme.
Westlich von Kellenhusen verläuft die Bundesstraße 501 von Neustadt in Richtung Fehmarn. Der nächste Bahnhof befindet sich in Lensahn etwa 14 km westlich von Kellenhusen gelegen. Die Buslinie 550 verbindet Kellenhusen mit Dahme, Grube, Grömitz, Neustadt in Holstein und Oldenburg in Holstein.
Kellenhusen ist auch angeschlossen an den Ostseeküsten-Radweg, welcher innerhalb des europäischen EuroVelo-Netzes um die Ostsee führt.

## Politik

### Gemeindevertretung
Nach der Wahl 2023 gab es folgendes Ergebnis:
| Gemeinderatswahl Ratekau 2023 %50403020100 41,0 %31,5 %27,5 % CDUFWSPDGewinne und Verlusteim Vergleich zu 2018 %p 12 10 8 6 4 2 0 −2 −4 −6 −8−10+10,6 %p−9,6 %p+1,8 %pCDUFWSPD | Sitzverteilung im Gemeinderat Kellenhusen seit 2023Insgesamt 11 Sitze - SPD: 3 - FW: 3 - CDU: 5 |

### Verwaltung
Kellenhusen gehörte von 1970 bis 2006 zum Amt Grube. Seitdem bilden Kellenhusen und die Gemeinden Dahme und Grube eine Verwaltungsgemeinschaft mit der Gemeinde Grömitz, die die Verwaltungsgeschäfte für die drei Gemeinden mit durchführt.

### Wappen
Blasonierung: „Von Blau und Gold schräglinks geteilt. Oben an der Teilung ein silberner im Boot stehender Fischer, unten fächerförmig gestellt je ein grünes Buchen-, Eichen- und Eschenblatt.“

## Wirtschaft
Früher war Kellenhusen ein Fischerdorf. Heute lebt der Ort überwiegend vom Tourismus, welcher von Familien mit Kindern geprägt ist. Durch zahlreiche Aktivitäten und Einrichtungen gewinnt der Ort allerdings auch bei anderen Altersklassen immer mehr an Beliebtheit.
Inzwischen bestehen im Ort die Möglichkeiten zum Fußball, Beachvolleyball, Minigolf, Tennis, Schwimmen, Surfen, Kitesurfen, Segeln, Bogenschießen, Luftgewehrschießen sowie zum Discgolf, für das sich in Kellenhusen die größte Anlage Deutschlands befindet.

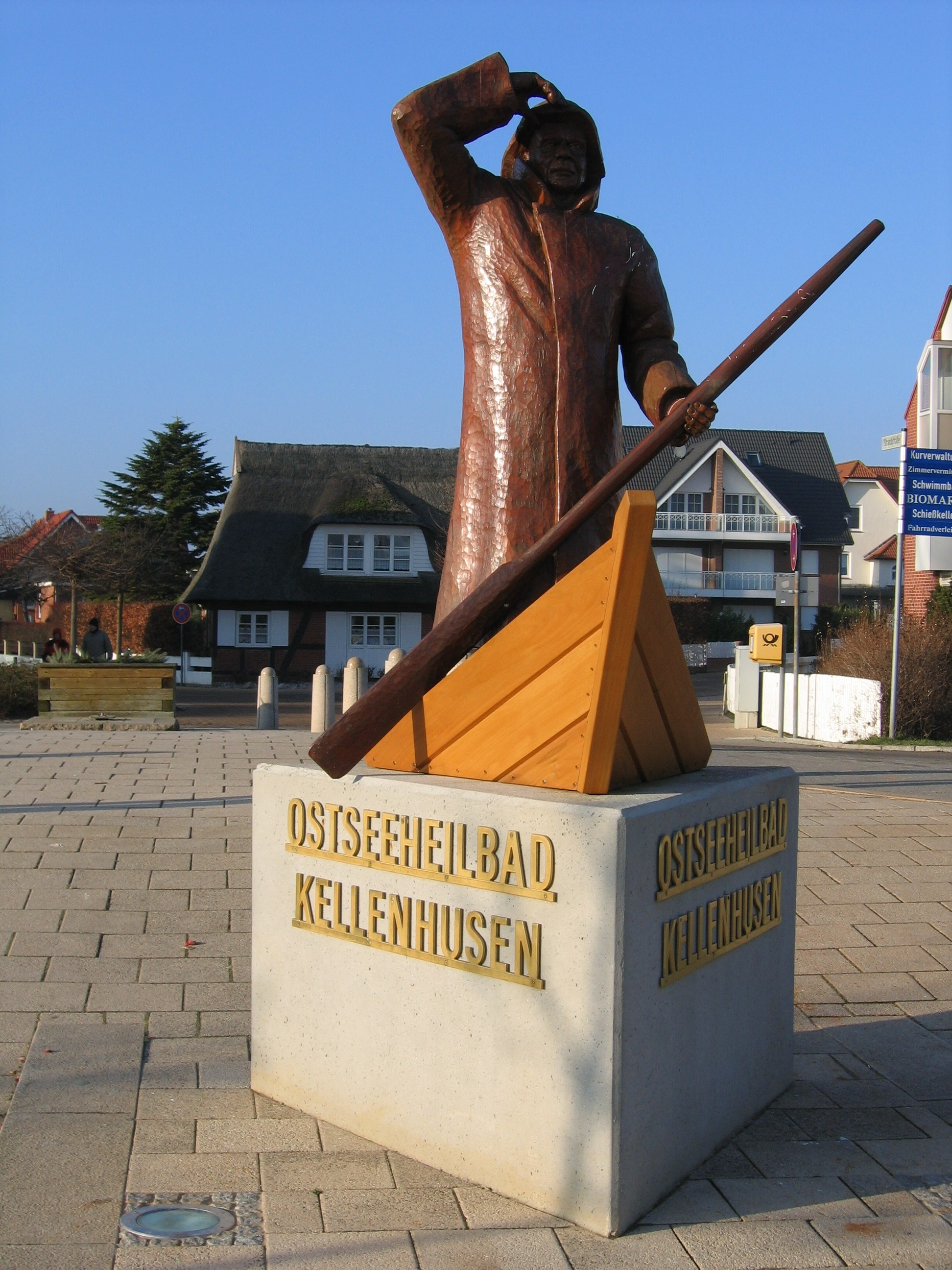
Fischer

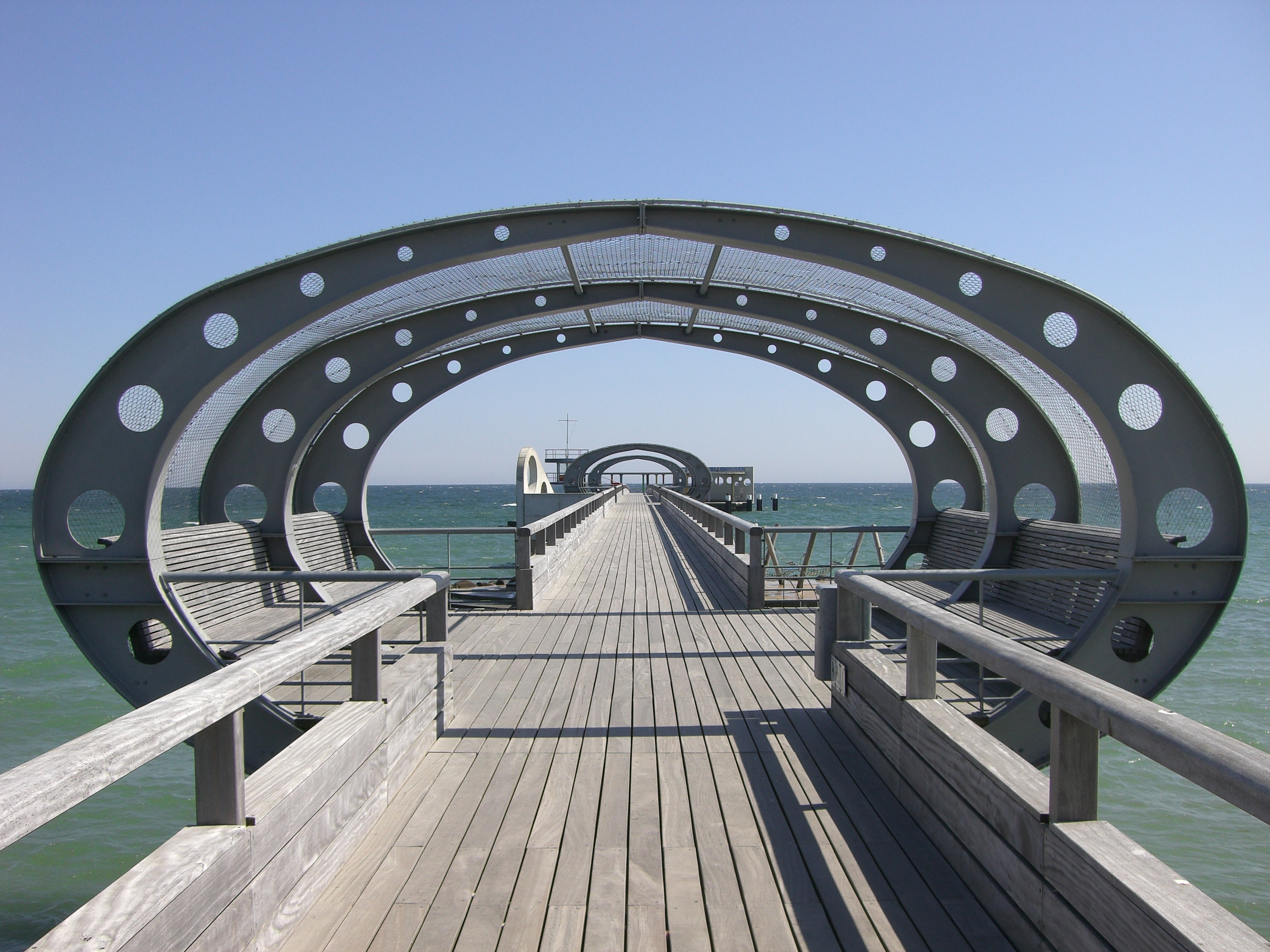
Seebrücke

Im Sommer 2017 diente Kellenhusen neben anderen Orten als Drehort für den ZDF-Zweiteiler „Die verschwundene Familie“.

## Sehenswürdigkeiten
Der Fischer ist eine Skulptur des Bildhauers Axel Süphke.
Nachdem die alte Seebrücke 2004/2005 durch ungünstige Witterung beschädigt worden war, sollte bis zur Saison 2006 eine neue 305 m lange Seebrücke mit drei Themeninseln entstehen. Die Seebrücke wurde am Freitag, den 8. Juni 2007 eingeweiht.
Die neue Seebrücke bietet mit drei „Themeninseln“ Möglichkeiten zum Entspannen und Baden. Am Seebrückenkopf können kleinere Schiffe anlegen, was den Tourismus des Ortes durch bessere Verbindungen mit den großen Nachbarn wie Lübeck oder Travemünde und Fehmarn verbessert. Zudem kann man auf der Seebrücke heiraten.

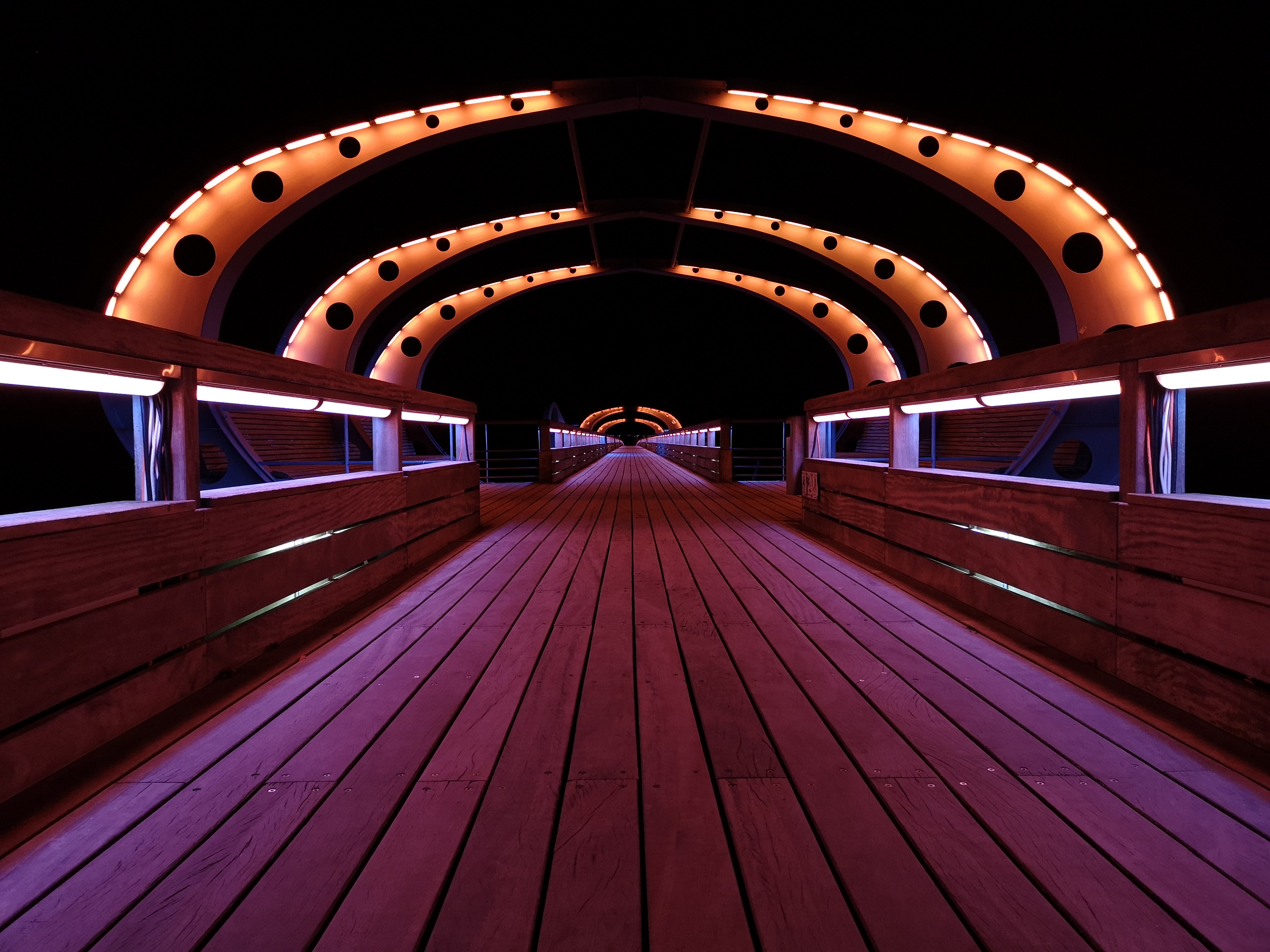
Die illuminierte Lichterseebrücke in Kellenhusen

Seit 2019 wird die Seebrücke durch ein digital gesteuertes Lichtkonzept abends illuminiert. Die Idee ging aus einer Aktion des Ostsee Holstein Tourismus e. V. hervor. Mehrere tausend LEDs leuchten dabei in verschiedenen wechselnden Farbverläufen, die steuerbar sind. Nach außen strahlt die Seebrücke aus schifffahrtsrechtlichen Gründen in weiß. Die „Lichterbrücke“ in Kellenhusen ist die einzige illuminierte Seebrücke an der deutschen Ost- und Nordseeküste.
Die 5-Mark-Eiche befindet sich im Kellenhusener Forst.